# Oospila venezuelata
Oospila venezuelata är en fjärilsart som beskrevs av Walker 1861. Oospila venezuelata ingår i släktet Oospila och familjen mätare. Inga underarter finns listade i Catalogue of Life.